# امامزاده بی‌بی سکینه
امامزاده بی بی سکینه مربوط به سدهٔ ۷ و ۸ ه‍.ق است و در ورامین، جنوب خیابان سکینه بانو واقع شده است. این اثر در تاریخ ۴ خرداد ۱۳۸۴ با شمارهٔ ثبت ۱۱۷۶۹ به‌عنوان یکی از آثار ملی ایران به ثبت رسیده ‌است.